# Procletus
Procletus is een geslacht van kevers uit de familie van de loopkevers (Carabidae). De wetenschappelijke naam van het geslacht is voor het eerst geldig gepubliceerd in 1896 door Peringuey.

## Soorten
Het geslacht Procletus omvat de volgende soorten:
- Procletus aethiopicus Kirschenhofer, 2003
- Procletus biarticulatus (Burgeon, 1935)
- Procletus comoensis Kirschenhofer, 2008
- Procletus cryptomydis Basilewsky, 1950
- Procletus gabunensis Kirschenhofer, 2008
- Procletus minor Basilewsky, 1950
- Procletus pretorianus (Peringuey, 1926)
- Procletus singularis Peringuey, 1896
- Procletus subniger Kirschenhofer, 2008
- Procletus tanzaniensis Kirschenhofer, 2003
- Procletus werneri Kirschenhofer, 2008